# Mičela

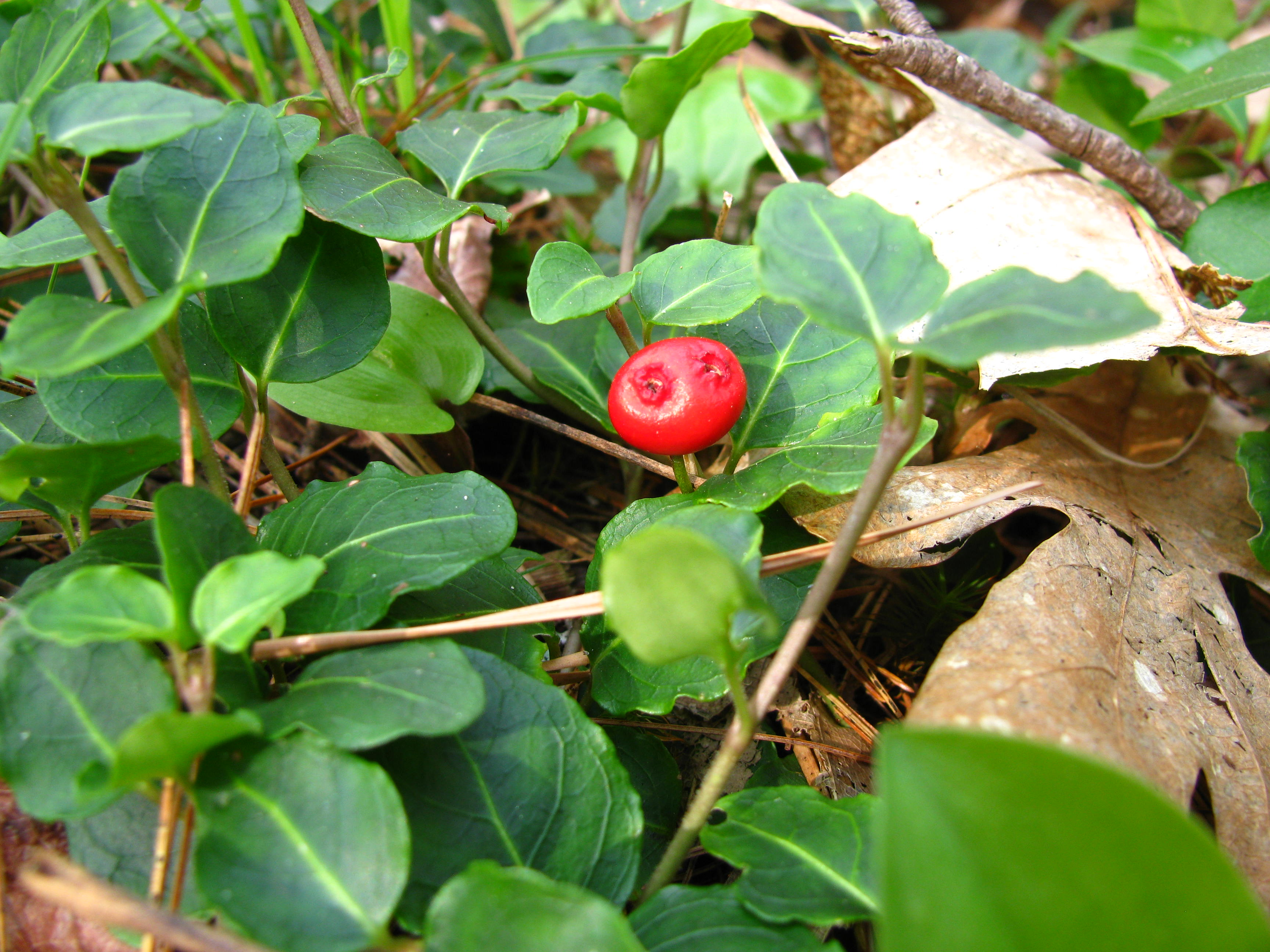
Plodící mičela plazivá

Mičela (Mitchella) je rod rostlin patřící do čeledi mořenovité (Rubiaceae). Zahrnuje pouze dva druhy plazivých bylin či keříků s jednoduchými vstřícnými listy, bílými, čtyřčetnými, nálevkovitými květy a oranžovými až červenými plody. Jeden druh roste v Severní a Střední Americe, druhý ve východní Asii. Oba druhy rodu mičela jsou občas pěstovány jako půdopokryvné trvalky.

## Rozšíření
Rod zahrnuje pouze dva druhy: mičela zkadeřená (Mitchella undulata) roste ve východní Asii v Číně, Japonsku a Koreji, mičela plazivá (Mitchella repens) ve východních oblastech Kanady a USA, v Mexiku a Guatemale. Oba druhy rostou v podrostu listnatých lesů.

## Popis
Mičely jsou plazivé vytrvalé byliny či keříky s lodyhou kořenující v uzlinách. Listy jsou vstřícné, celokrajné, s vytrvalými palisty. Květy jsou bílé, pravidelné, oboupohlavné, přisedlé, uspořádané ve dvoukvětých květenstvích vyrůstajících na vrcholu nebo při vrcholu lodyh. Květy jsou srostlé svými semeníky do dvojic. Kalich je srostlý, na vrcholu obvykle čtyřlaločný. Koruna je srostlá, nálevkovitá, obvykle čtyřčetná, v korunní trubce i na lalocích brvitá. Tyčinky jsou čtyři a jsou přirostlé ke korunní trubce. Občas se objeví jako anomálie květy kompletně trojčetné. Semeník jednotlivého květu obsahuje čtyři komůrky, v každé komůrce je po jednom vajíčku. Čnělka je jediná a na vrcholu nese čtyři blizny. Přítomna je tzv. různočnělečnost, která zabraňuje samoopylení: některé květy mají krátkou čnělku a tyčinky vyčnívající z korunní trubky, zatímco jiné květy mají dlouhou čnělku nesoucí čtyři blizny vyčnívající z koruny a tyčinky zanořené v korunní trubce. Plodem je oranžové až červené souplodípeckovic. Plod je kulovitý nebo elipsoidní, dužnatý, se dvěma vytrvalými kalichy a obsahuje osm jednosemenných peciček.

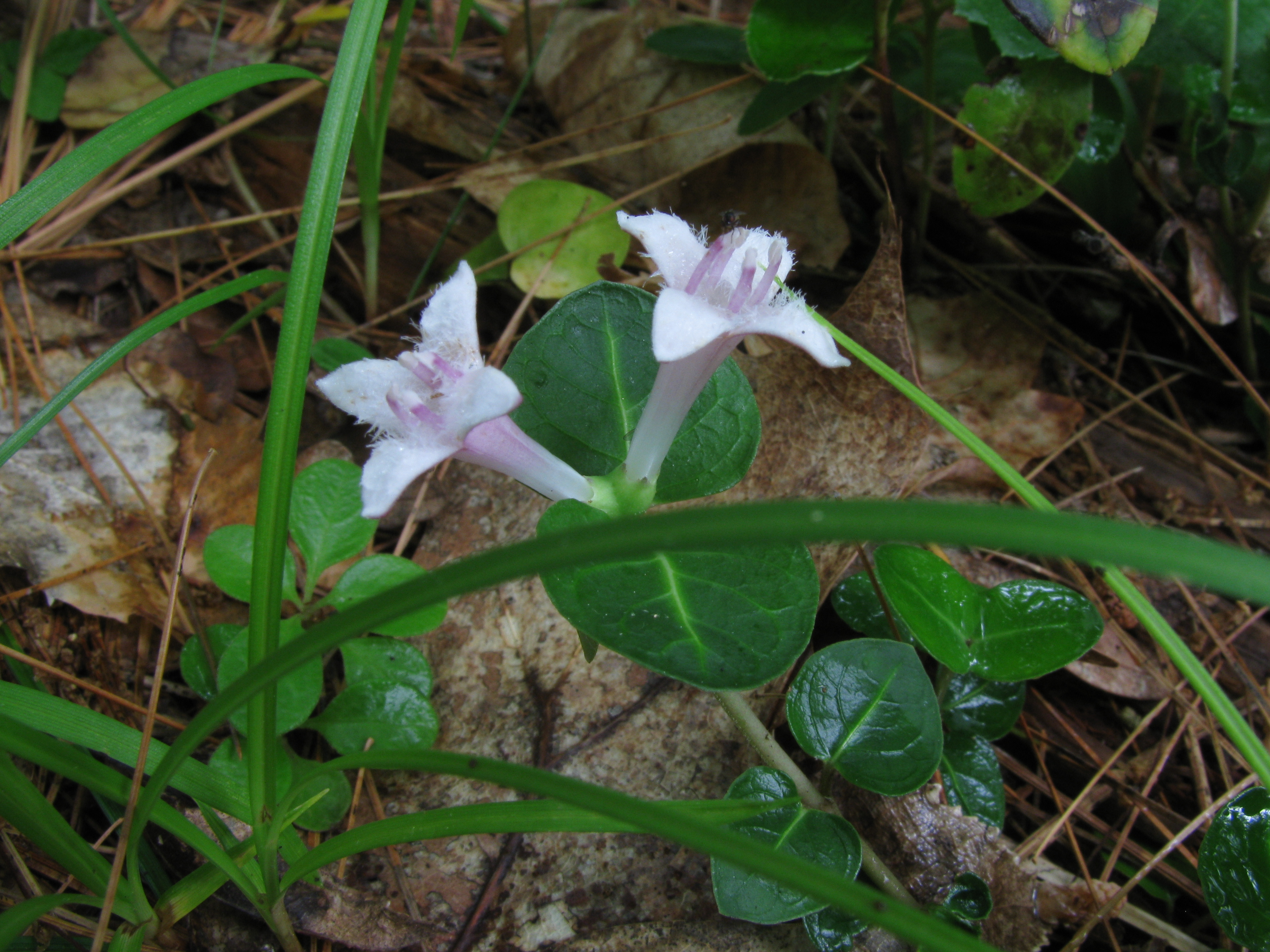
Krátkočnělečné květy mičely plazivé
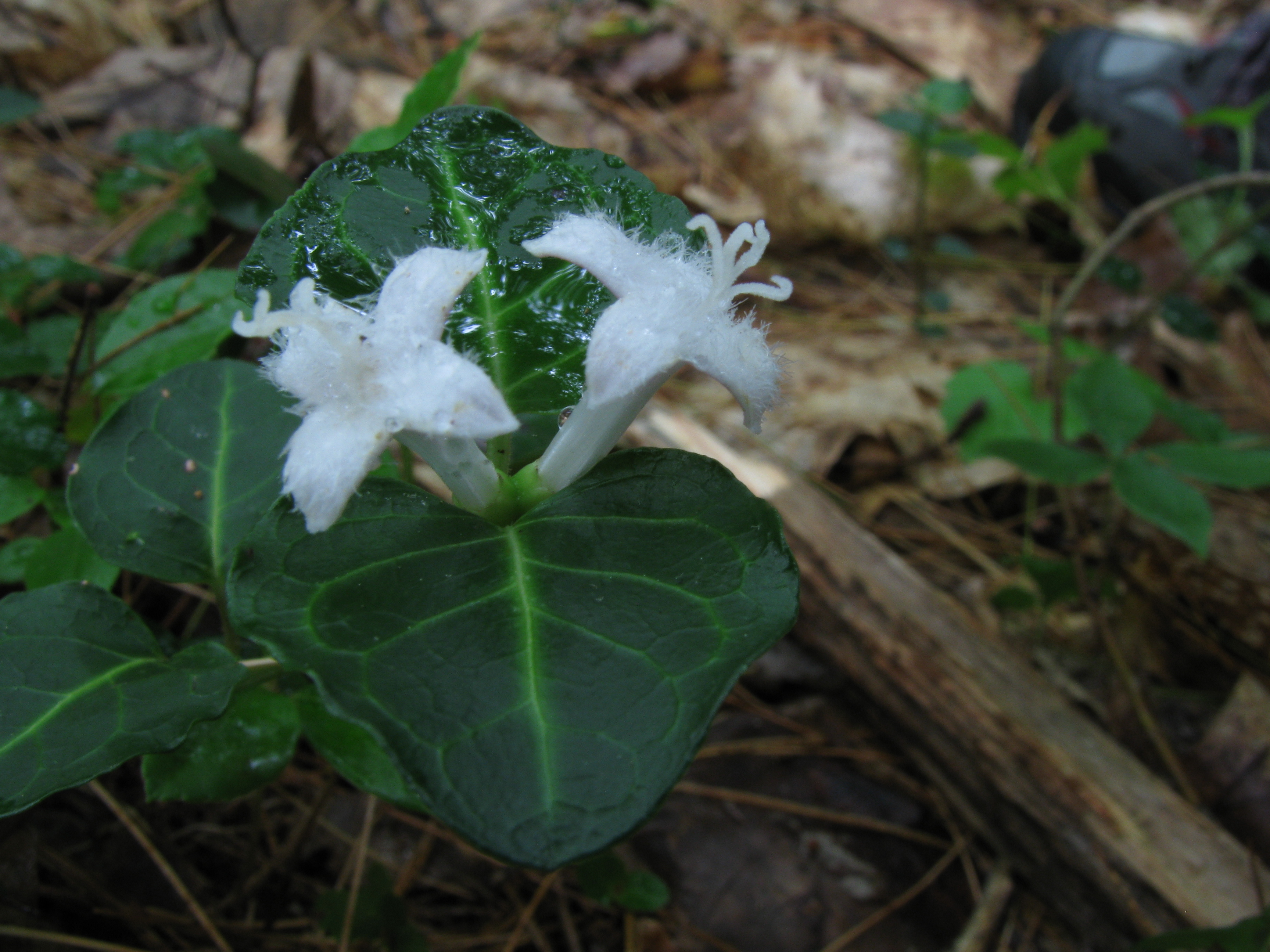
Dlouhočnělečné květy mičely plazivé

## Zástupci
- mičela plazivá (Mitchella repens) L., 1753
- mičela zkadeřená (Mitchella undulata), syn. Mitchella repens var. undulata (Siebold & Zucc.) Makino[5][6]

## Ekologická interakce
Plody severoamerické mičely plazivé vyhledávají hrabaví ptáci, např. jeřábek kanadský (Bonasa umbellus), křepel virginský (Colinus virginianus), tetřívek ostroocasý (Tympanuchus phasianellus) a prérijní tetřívci rodu Tympanuchus. Konzumují je i mývalové a lišky.

## Význam
Mičela je v České republice zřídka pěstována jako okrasná půdopokryvná trvalka. Pro asijský druh mičelu zkadeřenou je uváděna teplotní zóna 6, tj. −17 °C až −23 °C, pro americký druh mičelu plazivou teplotní zóna 3, tj. −34 až −40 °C.